# Бродяжництво

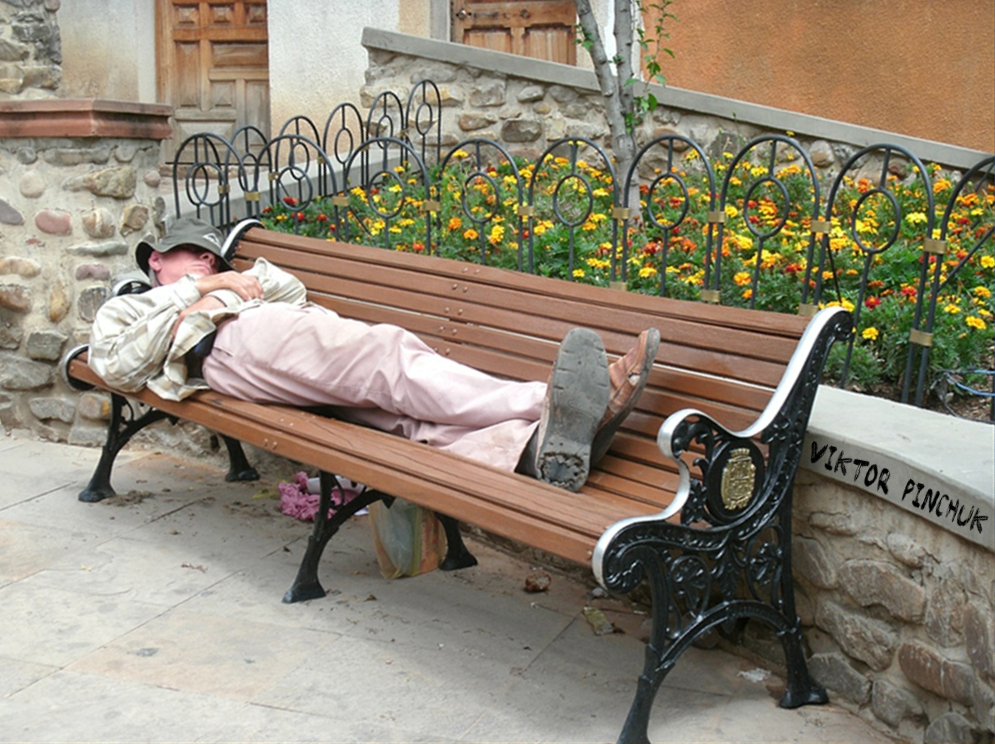
Сучасний бродяга

Бродяжництво — стан людини, що живе в бідності, блукає з місця на місце, не має власного житла, постійної роботи чи іншого законного джерела прибутку (засобів до існування). В соціологічній та юридичній літературі бродяжництво зазвичай визначається як систематичне переміщення особи, що не має постійного місця проживання, з однієї місцевості в іншу (чи в межах однієї місцевості), з існуванням при цьому на нетрудові доходи.
Ставлення закону до бродяжництва різнилося в різних країнах і в різні часи. Воно могло рахуватися кримінальним злочином, дрібним правопорушенням чи просто асоціальним явищем, котре сприяє залученню до злочинної діяльності, але саме по собі, порушенням закону не є. Відрізнялися і юридичні визначення цього поняття, ознаки, за якими людину можна віднести до бродяг.
Особливо суворими закони проти бродяг і жебраків відрізнилася Велика Британія, де заборона на бродяжництво і жебрацтво зберігається досі. Закони про бродяжництво в США була частково відмінені, як заперечувальні Конституції, частково продовжують діяти. Людина, що має законне джерело прибутку в США не вважається бродягою, навіть якщо він/вона не має домівки і постійно переміщується з місця на місце. Кримінальна відповідальність за бродяжництво збереглася в Канаді, де воно також розглядається як існування на доходи від злочинної діяльності чи азартних ігор, а не як постійне мандрування.

## Історія
В казках середньовічної Європи жебраки слали прокляття на того, хто образить їх чи буде скупий на милостиню. Відьми також могли жебракувати, клянчити «молоко, дріжджі, спиртне та м'ясо» в Англії. У деяких країнах Східної Азії жебракам досі присвоюють володіння містичними силами, поважають та бояться їх.

## Бродяжництво в законодавстві Німеччини
Згідно з Кримінальним кодексом Німеччини 1871 р., бродяжництво було однією із підстав для примусового поміщення в робітничий дім.
В часи Веймарської республіки закон проти бродяжництва був пом'якшений, але після приходу до влади нацистів він набув попереднього жорстокого вигляду. Бродяжництво разом із жебрацтвом, проституцією і «відхиленням від роботи» стало розглядатися як «асоціальна поведінка» і каралось відправкою в концтабір.

## Бродяжництво в законодавстві Великої Британії
В XVI та XVII віках в Англії, бродягою вважалась людина, яка може працювати, але надала перевагу не займатися працею (чи не змогла знайти собі роботу, блукала у пошуках роботи) чи той, хто жив жебракуванням. Бродяжництво було протизаконним і каралось клеймуванням, їх пороли різками, забирали в солдати, засилали на каторгу в колонії. Бродяги відрізнялися від «поважних бідних» — тих, хто не міг забезпечувати себе у зв'язку з похилим віком чи хворобою. Тим не менше, зазвичай англійське законодавство не проводило відмінності між «поважними бідними» та злочинцями, і ті й інші отримували однакове суворе покарання. «Закон про бідних» діяв в Англії й Уельсі з XVI ст. До встановлення «держави загального добробуту» в ХХ столітті.